# Kalpi (Ambala)
Kalpi é uma nagar panchayat no distrito de Ambala, no estado indiano de Haryana. A população residencial da região depende muito do cultivo, como do arroz, do trigo, cevada, cana-de-açúcar e de vegetais.